# Trochus intextus
Trochus intextus är en snäckart. Trochus intextus ingår i släktet Trochus och familjen pärlemorsnäckor. Inga underarter finns listade i Catalogue of Life.